# 満久城
満久城（まくじょう）は、現在の兵庫県加西市満久町、別所町、和泉町の三町境界に位置する蛤山（標高196m）にあった日本の城（山城）。

## 概要
築城年代は15世紀後期に遡る。築城者は中世、多可庄の公文（荘園の管理にあたる荘官）であった内藤氏である。確認されている城の遺構は、戦国期のものとされる。山麓には、石垣で囲まれた城主の居館跡がある。現在、城跡の周囲はゴルフ場となっている。